# Llinda de Can Lladó
La Llinda de Can Lladó és un element arquitectònic de Santa Pau (Garrotxa) inclòs a l'Inventari del Patrimoni Arquitectònic de Catalunya.

## Descripció
Can Lladó és un gran casal de planta i pis construït damunt la pedra viva. Està situat darrere l'església parroquial de Santa Maria. Va ser realitzat amb morter i conserva únicament carreus ben escairats a la porta d'entrada. Ha sofert moltes modificacions posteriors. Conserva nua llinda senzilla on es pot llegir: "M. BERNATROURA PA 1 S 9 4".

## Història
Can Lladó, com totes les cases dels voltants, deu la seva edificació a l'expansió propugnada pels barons de Santa Pau. Així, com totes elles, ha sofert diferents remodelacions. Darrerament quasi tot aquest conjunt de cases han estat restaurades i les façanes netejades d'afegitons.
La 1ª inscripció al Registre de la Propietat, data del 12/2/1873, quan va ser inscrita a nom de “Administración Pública y Corporación Civil de la Nación” i en la mateixa data, el llavors alcalde de l'Ajuntament de Santa Pau, el Sr Vicente Oliveras Marquès, la va adquirir pel consistori i hi va fer l'escola nacional de nens.
El 27/09/1920 la va comprar en “ Jerónimo Guillaumes Teixidor” i es va anomenar “Cal Sastric” on hi va viure juntament amb la seva esposa Francisca Pagès Badosa “la Sisqueta de Can Neres” i el seu fill “Andreu”. El 3/7/1951 es va passar a nom de la Sisqueta per la defunció d'en Jeroni i el mateix dia se la va vendre a en Julián Ambos Doménech i va passar a anomenar-se “Can Julià” on hi va viure amb la Roseta de Can Neres i la seva filla Teresa.
El 28/1/1956 la van comprar la família de Cal Vermell, en Joaquim Caritg Serarols, però la va habitar el seu fill, en Rosendo i la seva esposa, l'Agnès de Pujolàs, fins al 1965. Els de Cal Vermell la van vendre per 60.000 Pts, per poder comprar un Citroën 2 CV pel seu fill Lluís Caritg faltat de salut, ja que el metge li va recomanar no anar amb moto, perquè tenia al seu càrrec 7 o 8 parròquies de l'Empordà.
Els nous propietaris van ser la família Lladó, Narcís Coll Teixidor “en Siset” i Montserrat Serarols Quintana, que hi van viure amb els seus fills, la Nita, en Rafel i la Dolors, des del 7/9/1965.
El 27/5/1982 “en Jaume de la Coma”, Jaume Colomé Pujol, va adquirir la casa, on hi va viure sol fins al 2015, any del seu traspàs. En Joan de la Coma “Joan Colomé Pujol, germà d'en Jaume, va ser el nou propietari i juntament amb les seves filles “Rosa i Anna” i la seva neta “Carla” la restauren a consciencia, ja que volen preservar al màxim l'origen de la casa, conservant i recuperant tot l'estil arquitectònic.
La casa, la qual consta de tres plantes, te accés per la Placeta dels Valls, antigament l'entrada del bestiar, i pel carreró que va de la Plaça de Dalt a darrere l'església, hi ha la porta forana. En aquesta s'hi troba una llinda que resa: «M BERNAT ROURA P-A 1594».
A la planta baixa s'hi troben dues corts, una pensada per a les vaques i l'altre per als porcs, on en aquesta última encara s'hi conserva la seva menjadora. També s'hi poden observar dues voltes catalanes que donen identitat a la casa. En aquesta planta també hi ha ubicat el garatge.
A través d'una escala de pedra s'accedeix a la primera planta, la qual és l'espai principal de l'habitació. En aquesta hi ha quatre habitacions, una d'elles amb balcó. També hi ha un lavabo petit, i la cuina que disposa de llar de foc. Des d'aquesta primera planta s'accedeix a l'antic graner, espai actualment rehabilitat amb una habitació i un estudi que té una finestra amb un porticó original amb obertura vertical.